# Muhàmmad Sultan ibn Jahangir
Muhàmmad Sultan ibn Jahangir (1375 - 13 de març de 1403) fou un príncep timúrida fill de Jahangir ibn Timur i net de Tamerlà. La seva mare era la notable princesa genguiskànida (per via materna) Sevin Beg, coneguda com a Khan Zade.

## Infantesa
Tenia com un any quan el seu pare va morir i Khan Zade, seguint el costum, va entregar al nadó per a ser criat per la germana gran de Tamerlà, Kutlugh Turkhan Agha. Vers el 1382 Khanzada es va casar en segones noces amb Miran Xah, amb el qual va tenir a Khalil Sultan i a Beghisi Sultan (o Bikisi Sultan), que fou la neta preferida de Tamerlà (els dos foren criats a la cort del seu avi) i després fou l'esposa de Iskandar ibn Úmar Xaykh.
El hivern del 1380 va tornar a l'obediència Ali Beg fill d'Arghun Shah (dels Ja'un-i Qurban). Una filla o germana d'Ali Beg fou promesa a Muhammad Sultan que tenia uns 5 anys.

## Juventut
El 1386 quan Tamerlà va conquerir Tabriz als jalayírides, va donar el govern de la ciutat a Muhammad Sultan que tenia uns 11 anys. El 1388, seguint el precepte de l'Alcorà de que els homes s'havien de casar per tenir fills i multiplicar-se, Tamerlà va ordenar una festa massiva als Baghui Beitgh (Jardins del Paradís) en la qual els seus fills i nets i oficials es casarien: Umar Xaikh, Xah Rukh (timúrida) (fills), Muhammad Sultan i Pir Muhammad (fills de Jahangir) almenys, van rebre esposes, a les que les cròniques atribueixen una fabulosa bellesa.

## Primeres batalles
El 1391 en l'expedició contra Toktamish, Timur va enviar per endavant exploradors. Un d'aquests fou el seu net Muhammad Sultan, que ho va demanar i fou enviat a explorar la darrera setmana d'abril al front d'un contingent dels anomenats Mangalai (Exploradors o Corredors). En la batalla de Kunduzcha, on després hi va haver la ciutat d'Orenburg, que es va lliurar el 19-20-21 de juny, Muhammad Sultan va tenir el comandament del centre. El 15 de juny de 1392 Timur va iniciar la campanya anomenada dels Cinc Anys (que després es va completar en quatre); l'1 de juliol de 1392 es va posar malalt però va intentar aguantar. Va descampar però al arribar a Juidez es va agreujar. Va cridar a les dames i parents i al net Muhammad Sultan a la seva tenda ja que esperava morir aviat; Muhammad Sultan dirigia l'avantguarda de l'exèrcit i ja havia creuat el Jihun i va haver de tornar enrere. Els metges no sabien que tenia i ho van provar tot sense èxit, si bé un metge de Bukharà, que utilitzava els mètodes d'Avicenna, sembla que fou qui va aconseguir salvar-lo. A la nit del 14 al 15 de juliol (anomenada nit de les patents) va començar a recuperar-se. Muhammad Sultan fou enviat altre cop a dirigir l'avantguarda. El 1393 l'avantguarda dirigida per Pir Muhammad ibn Umar Shaykh i Muhammad Sultan i l'amir Shaikh Ali Bahadur va arribar a Qazwin, al governador de la qual, Shah Suar, van derrotar i el van enviar a Timur. D'alli l'avantguarda es va dirigir a Sultaniya, on el governador Ak Txeghi havia mort i Isnaf Shah el seu naib havia agafat el govern al seu lloc; quan van arribar les forces timúrides Isnaf Shah va abandonar el govern i va fugir i la ciutat fou ocupada sense lluita; els dos prínceps hi van estar 8 dies i després van sortir en direcció a Bagdad.
Quan van entrar al Kurdistan van rebre un correu de Timur que els ordenava anar cap a Geb Shumal, per lo que van tirar enrere i es van apoderar del castell de Sankar on es van aprovisionar. El dia que marxaven van rebre un correu que els ordenava sotmetre a tots els caps kurds i si algun refusava, assolar i saquejar el seu territori; seguint les ordres van anar a Shebtxal i més enllà de la muntanya de Bistun on els amirs Sevinjik Bahadur, Timur Khoja (fill d'Ak Bugha) i Mubashir Bahadur es van separar amb un cos d'exèrcit per anar profundament al país kurd. Els dos prínceps en canvi van anar a través del pas de Derbent Tashi Khatun en direcció a Akhlat. Abans d'arribar, un notable local els va anar a rebre i es va oferir com a guia. Muhammad Sultan el va rebre amb els braços oberts i li va donar diversos honors i el va enviar al davant acompanyat de Shaikh Ali Bahadur com a cap dels mangalai (exploradors). El sobirà local, Ibrahim Shah, va rebre a Shaikh Ali Bahadur, es va sotmetre i va enviar el seu fill Sultan Shah als dos prínceps amb diversos regals. Muhammad Sultan va cridar a Shaikh Ali Bahadur per tornar, deixant a Ibrahim Shah al poder a Akhlat. A la tornada el guia que acompanyava a Shaikh Ali, que esperava que en cas de conflicte obtindria una posició important, sentint-se frustrat, va decidir matar a l'amir; quan van parar a menjar el va agafar a traïció i el va matar d'un cop de ganivet; els homes de Shaikh Ali Bahadur van agafar a l'assassí i el van matar allà mateix i després van cremar el cos. Van baixar després cap al Luristan i el van creuar i els dos prínceps es van reunir amb l'exèrcit imperial de Tamerlà a la rodalia de Shushtar.

## Campanyes al Kurdistan, l'Iraq i Diyar Bakr
Després de la conquesta de Fars, Tamerlà es va dirigir a Esfahan (finals de maig o principis de juny) on el príncep Muhammad Sultan, que ja hi havia arribat, el va rebre i li va donar un banquet. Tot seguit fou enviat al Kurdistan, a la comarca de Derbent; allí va matar un nombre considerable d'enemics (com a exemple uns set-cents guerrers kurds foren apressats i tirats des de dalt d'una muntanya). A partir d'aquell moment la resistència fou molt escassa. Assegurada tota la zona el príncep va tornar per Derbent Tashi Khatun (o Demur Kapi) i va arribar a Bagdad on va poder saludar al seu avi Tamerlà. Se'l va designar com a governador de Wasit i el seu districte, on Muhammad Sultan va anar des de Bagdad. El desembre el príncep va sortir de Wasit cap a Harbi, havent establert les lleis de Genguis Kan al districte i haver imposat la obediència als caps de tribu i prínceps, matant molts àrabs sobretot als que atacaven caravanes de pelegrins, i saquejant els seus territoris. En la tornada van passar pel Diyarbakir i Muix. Van arribar a la regió d'Awnik (juny de 1394) i Tamerlà va enviar a Muhammad Sultan a conquerir la fortalesa defensada per Mazar (Misr) fill de Kara Mehmed kara koyunlu. Després d'un llarg setge la fortalesa es va rendir (8 d'agost de 1394).

## Campanyes de Kiptxak i Fars
El 1395 va participar en la segona expedició contra Toktamish. El juliol del 1396 Tamerlà el va enviar a Fars, primer amb l'amir Jahan Xah Bahadur però després hi va afegir al príncep Rustem. Aquell hivern (1396 a 1397) Muhammad Sultan va tenir el seu primer fill mascle, que es va dir Muhammad Jahangir (el naixement fou a Samarcanda). Muhammad Sultan al Fars va sotmetre tota la costa del golf Pèrsic fins Hormuz: va seguir la via de Darabjirdi, després Tarum o Tarim (Fars), acompanyat de Jahan Xah i Saif al-Din Barles, però aquest es va haver de quedar malalt a Kerbal. Va arribar a Hormuz exterminant a tots els que se li oposaven i allí se li va unir el príncep Rustem procedent de Kazerun i Fal. A més altres amirs havien sotmès diversos governants locals: l'amir Jalal Ahmad havia sotmès a Gehrom i Lar; l'amir Ideku Barles havia enfilat cap a Kirman i la província de Kigh i Makran, que va saquejar fins a la plana de Dasht Ali. Reunits tots a Hormuz van conquerir set fortaleses comercials. El rei d'Hormuz, Muhammad Shah, es va haver de refugiar a Gehrom i va demanar la pau que li fou acordada mitjançant un tribut anyal de 600.000 dinars. Ideku i el seu germà es van quedar a Jiroft per controlar qualsevol intent de revolta. El príncep aleshores va tornar a Siraz i d'alli al país que Yazdi anomena Khurestan i deu ser Khuzestan. Hajji Saif al-Din Barles, recuperat, es va dirigir a la cort via Yadz. Quan Muhammad Sultan tornava a la cort, un personatge que l'acompanyava anomenat Jamal al-Din al-Firukuí el va intentar matar però no li va sortir be i només el va ferir lleument; l'assassí va fugir cap a les muntanyes i va caure per un precipici i es va matar; els servidors del príncep que el perseguien, van trobar el cadàver i li van tallar el cap que van portar a Muhammad Sultan. El príncep va seguir el seu camí a la cort i després de passar per Burudjird i Hamadan, va anar cap a Rayy i el Khurasan (província mongola) en direcció a Samarcanda Va arribar a Xahrisabz on es va trobar amb el seu avi, arribada que fou motiu d'una festa. Després van tornar junts cap a Samarcanda on també va anar la princesa Khan Zade que venia de Tabriz i que fou rebuda per Muhammad Sultan anant després a presentar els respectes a l'emperador al palau de Bagh Bulen proper a Samarcanda

## Governador d'Andijan
El 1396 el seu oncle Miran Xah fou nomenat governador de Pèrsia occidental i l'Azerbaidjan (el tron o corona d'Hulagu o Takhi-i-Hulagu), i Khan Zade se'n va anar a residir a Tabriz o Sultaniyya. Muhàmmad Sultan va mantenir contacte estret amb la cort; tant si ja estava a Samarcanda com si hi va anar algunes vegades (com va fer la seva mare Khan Zade) devia ser allí per exemple per la boda de la filla de Khan Zade (que era la seva germanastre) Beghisi Sultan, que es va casar el 1397 amb Iskandar ibn Úmar Xaykh, i per la del mateix Tamerlà amb Tukhal Khanum, filla de Khidr Khoja Oghlan de Mogolistan (desembre de 1397); Muhammad Sultan fou nomenat governador de la frontera del Mogolistan (Vall de Fergana) amb seu a Andijan i se li va encarregar de construir una fortalesa a Akhira (Achira); Com oficials principals de Muhammad Sultan, Tamerlà va designar a Birdi Beg (fill de Sar Bugha), Hajji Saif al-Din Barles, Kodadad Husayni i Shams al-Din Abas amb 40.000 cavallers que van venir per la zona de Mont Kulan i es van establir a Akhira. El 1399 es va fer càrrec a Andijan del presoner Sarang Khan, governant de Multan, que li fou enviat carregat de cadenes. El maig del 1399 va arribar Muhammad Sultan des d'Andijan per fer els honors al seu avi. Com a successor designat el seu nom fou llegit a la pregaria del divendres i constava a les monedes. Quan Tamerlà va marxar per l'anomenada Campanya de Set Anys, li va deixar el govern de Samarcanda i pel govern d'Andijan va nomenar un altre net, Iskandar ibn Umar Shaykh.

## Governador de Samarcanda i Transoxiana
El 1399 Khan Zade i Miran Xah es van enfrontar, sembla que en ser ella acusada falsament d'alguns actes immorals; la princesa va anar a veure a Tamerlà i va presentar una sèrie de queixes sobre la moralitat del seu marit, al que va denunciar a més de no complir els seus deures de governant i no obeir les ordes paternes, dedicant-se només als plaers personals; Tamerlà va fer una investigació (finals del 1399) i va destituir a Miran Xah executant alguns dels seus cortesans. En endavant Khan Zade va viure separada del seu marit a la cort de Tamerlà, i no va perdre el contacte amb el seu fill, que ara tenia el govern de Samarcanda.
El hivern del 1399 a 1400, Muhàmmad Sultan es va enfrontar al seu cosí Iskandar ibn Úmar Xaykh d'Andijan, que havia fet una ràtzia no autoritzada al Mogolistan i no havia esperat les tropes de Muhammad Sultan per no haver d'anar manat per aquest. Al final del hivern el príncep Iskandar, que estava a Kaixgar, va retornar a Andijan i d'allí es va dirigir cap a Samarcanda per trobar-se amb Muhammad Sultan però pel camí va saber que aquest príncep tenia el projecte de fer-lo detenir. Iskandar va decidir desafiar-lo i va retornar a Andijan. Però dos amirs locals, Pir Muhammad ibn Taji Bugha i Pir Hajji ibn Malik van declarar que l'actitud d'Iskandar era de revolta i van mobilitzar les milícies, assetjant a Iskandar al castell. El jove es va haver de rendir i fou fet presoner junt amb alguns fidels i servidors i es va enviar avis a Muhammad Sultan a Samarcanda que va enviar emissaris a recollir al príncep per portar-lo a la capital; l'emissari va recollir al príncep; el seu atabeg Bayan Timur ibn Bikijuk, fou executat per ordre de Muhammad Sultan, junt amb 26 servidors. El príncep fou empresonat. Iskandar va romandre un any tancat fins a ser portat davant de Tamerlà, al qual Muhàmmad Sultan el va presentar per ser jutjat i castigat; el conqueridor li va aplicar la pena de bastinat (cops a les plantes dels peus).

## Virrei del Takhi-i-Hulagu
El 1401 Muhàmmad Sultan fou cridat a la cort itinerant de Tamerlà per rebre "el tron d'Hulagu" (Takhi-i-Hulagu) que eren els dominis perses i l'Azerbaidjan. Muhàmmad Sultan va anar a Nixapur i de allí a Sultaniya; llavors va morir el seu lloctinent general, Hajji Saif al-Din Barles Nukuz, amir i servidor lleial de Timur. El govern de Samarcanda va passar a Muhammad Umar, fill de Miran Shah. Muhammad Sultan va sortir de Sultaniya, va passar per Ardebil i va arribar a Akham; diversos prínceps el van anar a rebre i van passar l'Araxes, trobant al príncep a la vora del riu Agluk. Tots junts es van dirigir a la cort i foren rebuts per Timur. Aquest va ordenar una festa que va durar diversos dies i va distingir al príncep amb diversos honors, en especial una corona d'or que li va posar al cap simbolitzant el govern del Takhi-i-Hulagu (Azerbaidjan, Shirvan, Geòrgia, Mazanderan i l'Iraq Ajamita). Això va coincidir amb el procés iniciat contra el príncep Iskandar i que com era habitual en els casos de prínceps, va acabar amb uns cops de bastó segon la llei mongola (Yasa) i la seva posada en llibertat. El hivern del 1401 al 1402 Muhammad Sultan va creuar el Kur o Kura i va fer una incursió a les muntanyes Elbrús.
El 1402 va néixer Muhàmmad Txuqi Mirza (Muhammad Juki), fill de Xah-Rukh i de la seva esposa Gawharshad i la criança del nadó fou atorgada segons el costum a Khan Zade (mare de Muhàmmad Sultan) que residia a Samarcanda; aquest any fou enviat a conquerir Kemakh, que va resistir el seu setge però finalment es va procedir a l'assalt i fou conquerida. No va tenir cap comandament en les operacions contra els otomans ni en la batalla d'Ankara, fins al punt de que Barthold diu que no hi va participar, però Minorsky diu que després de la batalla d'Ankara del juliol de 1402, el seu avi li va ordenar devastar el districte entre Brusa i Magnèsia i establir el seu quarter d'hivern en aquesta darrera ciutat, en turc Manisa. Muhammad Sultan va colpejar el primer amb els cossos de Jahan Xah Bahadur, Xaikh Nur al-Din, Abu Bakr ibn Miran Shah i Sündjuk; va arribar a Brusa en cinc dies i cinc nits i va entrar a la ciutat el 3 d'agost de 1402 al front de 4000 o 5000 homes (dels 30.000 sobre els que tenia el comandament) però tot i la seva diligència ja Sulayman Celebi (el fill de Bayazid I) s'havia escapat de Brusa amb la major part del tresor. Atacats pel pànic, els habitants es van refugiar als afores a les altures de Keshish Daghi; d'altres van fugir cap a la costa. La capital otomana es va rendir sense oposar resistència. Shaikh Nur al-Din va ocupar el castell i es va apoderar de les restes del tresor de Bayazid I que va enviar, per mitjà de Shams al-Din al-Malik, a Timur. Muhammad Sultan va continuar la persecució i la ciutat de Brusa fou cremada. Els notables locals, Mawlana Shaikh Mehmed ben Yusur al- Jezeri, l'autor del cèlebre Hasn Hasin, el seu fill Mehmed, l'ambaixador a Egipte, el cadi de la vila Shaikh Mawlana Shams al-Din Mehmed ben Mehmed Fenari i Shaikh Shams al-Din Sayyid Mehmed Bukhari (Emir Sultan), el gran patró de Brusa, foren enviats a Kutahiya on estava Timur (que els va deixar lliures). Després Muhammad Sultan, amb el gruix de les seves tropes, va netejar la costa, fins als límits de Tràcia, de les darreres restes d'otomans. L'hàrem de Sulayman Celebi van caure a mans d'Abu Bakr ibn Miran Shah que ho va comunicar a Muhammad Sultan, que s'havia aturat al camp de Mikhalij, proper a Brusa. Muhammad Sultan va anar a Yeñi Shehir on es va casar amb la filla gran de Bayazid I. Després va marxar amb l'exèrcit de l'ala esquerra cap a Esmirna (desembre) on va participar en la conquesta d'aquesta ciutat als Cavallers de Sant Joan. Francesc II Gattilusio de Lesbos es va rendir oferint a Muhammad Sultan de pagar tribut. Tamerlà es va dirigir a Deñizli-Ladik on se li va reunir Muhammad Sultan procedent de Magnèsia per la via d'Alashir, que arribava amb un reduït contingent; Timur li va confiar el comandament de l'ala dreta de l'exèrcit i li va ordenar dirigir-se per la ruta d'Ankara fins a Kayseri on el propi Timur pensava establir el campament imperial.

## Mort de Muhammad Sultan
El mes de ferer de 1403 l'hereu al tron, Muhammad Sultan, es va posar malalt; Tamerlà quan ho va saber va enviar un metge al campament del príncep. Timur es va dirigir cap on era el seu net; el 20 de març un missatger va informar que Muhammad Sultan havia empitjorat; Timur va accelerar la marxa i va arribar a temps de veure viu al seu net. El va fer posar en llitera i van sortir cap a Deweli Kara Hissar però va morir al arribar (22 de març). Segurament mai s'havia recuperat del tot de les ferides rebudes en la batalla d'Ankara o poc abans. Timur estava inconsolable per la mort de Muhammad Sultan. Tothom es va vestir de negre i l'exèrcit va esdevenir una comitiva fúnebre.
El 1403 Khanzada va anar amb les esposes de Tamerlà a esperar a aquest que tornava de la seva campanya a l'oest (1399-1403, anomenada Campanya dels Set Anys (però que realment en va durar 4) durant la qual havia mort Muhàmmad Sultan, suposadament d'una malaltia, quan només tenia 29 anys, i Tamerlà hauria anat a Sultaniyya on es va fer càrrec del cos i ara l'escortava de retorn a Samarcanda. La mort del príncep no era coneguda a la capital Samarcanda i va causar gran impressió l'arribada del cadàver. Fou enterrat a un mausoleu familiar anomenat de Gur-Amir (els timúrides anomenaven la seva dinastia com a Gurkani (Gurigan, Kurgan, o sigui "gendre" pels seus enllaços amb princeses genguiskànides), que va ordenar construir Tamerlà pel difunt (encara que després hi fou enterrat també ell mateix). Khanzada va estar present a les cerimònies d'enterrament el 1404. El 1403 Tamerlà va donar el govern del Takhi-i-Hulagu, fins al 1400 sota Miran Xah i que Muhammad Sultan nomes havia tingut dos anys (1401-1403), al fill del anterior posseidor Muhàmmad Úmar ibn Mihran Xah, amb autoritat sobre tots els governants, generals i prínceps vassalls de la part occidental fins a Mesopotàmia; Pir Muhàmmad ibn Úmar Xaykh va rebre Siraz i Fars per segona vegada; Rustem ibn Úmar Xaykh va rebre Esfahan; Iskandar ibn Úmar Xaykh, Hamadan i Luristan; Abu Bakr ibn Miran Xah va rebre Bagdad i l'Iraq Arabí, on Timur va permetre anar a Miran Xah que a l'any següent Clavijo ja va trobar governant a Sultaniyya.
Muhammasd Sultan era l'hereu de l'imperi. Tamerlà no va prendre cap decisió sobre la seva successió fins poc abans de morir quan va designar al germanastre de Muhàmmad Sultan, Pir Muhàmmad ibn Jahangir.

## Família[28]

### Esposes i concubines
- Khanika, filla de Muhammad Khan i neta de Khidr Khoja
- Tatali Bi, filla de Musake Nukuz
- Khand Sultan, filla d'Ali Beg ibn Arghun Shah dels Ja'un-i Qurban
- Mihr Agha Hazara
- Dawlat Sultan
- Janibeg
- La'l Chicak

### Fills
Amb Khanika
- Yahya (nascut vers 1400, casat amb Payanda Sultan Agha, filla de Xah Rukh (timúrida)
- Aka Biki o Agha Beghi (morta el 1419, casada amb Ulugh Beg), mare de Habiba Sultan Khanzada Begum (nascuda el 1412)

Amb Tatali Bi
- Sad-i Vaqqas (vers 1399 – 1417/18, casat amb Rajab Sultan, filla de Miran Shah), pare d'Isiye Biki o Isije Beghi

Amb Khand Sultan
- Nuh Agha

Amb Mihr Agha Hazara
- Muhammad Jahangir (vers 1396 – 1433), kan de Txagatai (1405-1408), casat amb Maryam Sultan Agha, filla de Xah Rukh (timúrida), pare de Muhammad Sultan II (1416 – 1438) i Muhammad Khalil
- Aziz Sultan
- Aiza Biki o Aixa Beghi, casada amb Yusuf Dughlat, i en segones noces amb Sayyidi o Said Ahmad, fill de Miran Shah amb qui va tenir un fill de nom Sultan Ahmad

Amb Daulat Sultan
- Shad Malik
- Fatima Sultan

Amb Janibeg
- Sivindik Sultan

Amb La'l Chicak
- Ismail